# Isla Nugent
La isla Nugent (en inglés: Nugent Island) Es la isla más septentrional de las islas Kermadec y el territorio más al norte de Nueva Zelanda. Es una isla del grupo ubicada hacia el noreste de la isla Raoul. Es circular y de aproximadamente 100 metros (109 yardas). Forma parte de un área Importante para las Aves de las Islas Kermadec, identificado como tal por BirdLife International, ya que es un importante sitio de anidación de aves marinas. Las islas Kermadec son el hábitat de al menos 35 especies de aves, cinco de las cuales son endémicas como el petrel o el periquito de cabeza roja de Kermadec.